# 指數映射 (李群)
在微分幾何中，指數映射是微積分中定義的指數函數在任意黎曼流形上的推廣。李群上的指數映射是一類重要的情形。

## 定義
設 {\displaystyle M} 為微分流形，{\displaystyle \nabla :TM\to T^{*}M\otimes TM} 為其上的仿射聯絡。給定任一點 {\displaystyle p\in M}。根據常微分方程的基本理論，存在切空間 {\displaystyle T_{p}M} 中的開子集 {\displaystyle U\ni p} 及光滑映射 {\displaystyle \gamma :U\times [0,2]\to M}，使得：
- {\displaystyle \gamma (0,-)=p}
- 對每個 {\displaystyle v\in U}，映射 {\displaystyle \gamma (v,-):[0,2]\to M} 是測地線。
- 承上，{\displaystyle {\frac {d}{dt}}|_{t=0}\gamma (v,t)=v}。

對夠小的 {\displaystyle U}，映射 {\displaystyle \gamma } 是唯一的。定義點 {\displaystyle p} 的指數映射為
{\displaystyle \exp(w)=\gamma (w,1)\quad (w\in U)}
由於常微分方程解的存在性只是局部性的，指數映射一般不能定義在整個 {\displaystyle T_{p}M} 上，在黎曼流形的情形，霍普夫-里諾定理給出了充要條件。此外，指數映射通常也不是滿映射，而是 {\displaystyle p} 的一個鄰域。黎曼流形上由指數映射給出的坐標系稱作測地法坐標。
从几何上看，指数映射exp(p,v)是把切丛中的一个切向量v，映射到以(p,v)为初始条件的测地线从点p量起弧长等于|v|的点。

## 李群的情形
設 {\displaystyle G} 為李群，取定左、右不變之仿射聯絡，可得在整個李代數上定義的指數映射 {\displaystyle \exp :{\mathfrak {g}}\to g}。這是聯繫李代數與李群的主要工具。李群的指數映射滿足下述性質：
- 若 {\displaystyle [X,Y]=0}，則 {\displaystyle \exp(X+Y)=\exp(X)\exp(Y)}；對一般情形，左式可由 Campbell-Baker-Hausdorff 公式給出。
- {\displaystyle \exp({\mathfrak {g}})} 在群論的意義下生成 {\displaystyle G}。
- 設 {\displaystyle \phi \colon G\to H} 為李群同態，{\displaystyle \phi _{*}} 為它在單位元處的拉回作用，則我们有一交換圖

- 重要的特例是 {\displaystyle G=H} 而 {\displaystyle \phi =\mathrm {Ad} _{g}}（伴隨作用），此時有
  - {\displaystyle g(\exp X)g^{-1}=\exp(\mathrm {Ad} _{g}X)\,}
  - {\displaystyle \mathrm {Ad} _{\exp X}=\exp(\mathrm {ad} _{X})\,}

取 {\displaystyle G=(\mathbb {R} ^{\times },\cdot )}，相應者便是尋常的指數函數 {\displaystyle x\mapsto e^{x}}。取 {\displaystyle G=(\mathbb {R} ^{n},+)}，相應者是恆等映射 {\displaystyle \mathrm {id} :\mathbb {R} ^{n}\to \mathbb {R} ^{n}}。
事實上，對複李群及任何完備域上的解析李群都能定義指數映射。

## 文獻
- Manfredo P. do Carmo, Riemannian Geometry, Birkhäuser (1992). ISBN 0-8176-3490-8. See Chapter 3.
- Jeff Cheeger and David G. Ebin, Comparison Theorems in Riemannian Geometry, Elsevier (1975).